# Sara Fratini
Sara Fratini (Puerto Ordaz, Venezuela, 1985) es una dibujante, ilustradora, muralista y gestora cultural venezolana reconocida por sus dibujos de líneas negras y personajes característicos.

## Biografía
Nació en Puerto Ordaz (Venezuela) en 1985, donde residió hasta mudarse a España para cursar la carrera de Bellas Artes de la Universidad Complutense de Madrid. En 2012 se trasladó a Italia, para seguir dibujando. Allí fundó Festival Internacional de Cine La Guarimba, en el que organiza una exposición anual de carteles de artistas de todo el mundo. También impulsa, desde 2016, el festival Cinemambulante en Amantea. Gracias a la difusión de sus trabajos por redes sociales como Facebook, Instagram y Twitter, dio a conocer sus ilustraciones y así logró el contacto con su primera editorial.

## Estilo artístico
Sus trabajos se caracterizan por el uso de líneas negras sobre fondos blancos con algún toque de color como el rosa o el rojo. En sus ilustraciones destaca un personaje femenino con amplias curvas y cabellos revueltos (largo pelo que se socia con los recuerdos).
Mediante sus obras pretende una crítica social a los cánones de belleza establecidos y a la presión social que impone la publicidad, dibujando "mujeres de verdad" con curvas, alegrías y miedos, desde el feminismo que lucha por la igualdad.

## Obra
Fratini dio a conocer sus obras por redes sociales.
En 2015 la editorial Lumen publica su primer libro de ilustraciones, titulado La buena vida, donde su personaje característico, una mujer regordeta en blanco y negro con un toque de rosa, coquetea con sus miedos sin perder el entusiasmo por la vida. Sergio Andreu de La Vanguardia define sus trabajos como  "chicas como torbellinos envueltos en una madeja de pelo, imágenes de mujeres de actitud desinhibida y discurso optimista".
En 2016, con la misma editorial, publica Una tal Martina y su monstruo. En este libro pone nombre a su personaje, Martina Rossetto (inspirado en una amiga). La protagonista es una chica voluptuosa que se enfrenta a sus miedos: un monstruo que la acompaña y representa las inseguridades y conflictos internos de las personas.
Realiza, en 2019, las ilustraciones para el libro infantil African-meninas Liderazgo Femenino en el continente Africano, coordinado por Karo Moret Miranda, donde se ficcionan las biografías de lideresas africanas.
Además de las ilustraciones cuenta con numerosos murales de gran formato en sitios como Madrid, Málaga, La Palma, Ciudad de Soria, Sicilia, Treviso, Apulia, Calabria, Saint Louis o Isla de Ngor. Estos murales forman parte de proyectos donde se convoca a Fratini a participar con diferentes temáticas. En Málaga pintó el lateral de la Facultad de Bellas Artes de la UMA por convocatoria de Amnistía Internacional, el Plan de Apoyo a Personas Refugiadas de la UMA y La Guarimba Internacional Film Festival. Este mural, de 18 metros de frente y 1,5 de altura, le valió para quedar finalista en el certamen World Illustration Awards de la Asociación de ilustradores de 2017.
En 2019, Fratini es convocada por el proyecto Muros Tabacalera de Madrid Street Art Project para la Subdirección General de Promoción de Bellas Artes del Ministerio de Cultura y Deporte de España para pintar uno de los murales de Tabacalera de Madrid.

## Publicaciones
- (2013). Cartas desde mi cuarto propio : colección 2013. Madrid: Ed. Verkami. Autoras: Irusta Rodríguez, E. y Fratini, S. ISBN: 978-84-942279-1-2
- (2015). La buena vida. Barcelona: Ed. Lumen. Autora: Fratini, S. ISBN 978-84-264-0191-5.
- (2016). Una tal Martina y su monstruo. Barcelona: Ed. Lumen. Autora: Fratini, S. ISBN 978-84-264-0292-9.
- (2019). African - Meninas: Liderazgo Femenino en el Continente Africano. Barcelona: Ed. Wanafrica. Autores: Moret Miranda, K. y otros. Ilustraciones: Fratini, S. y Cebrián, A. ISBN: 978-84-17150-77-8.